# الفبای پگون

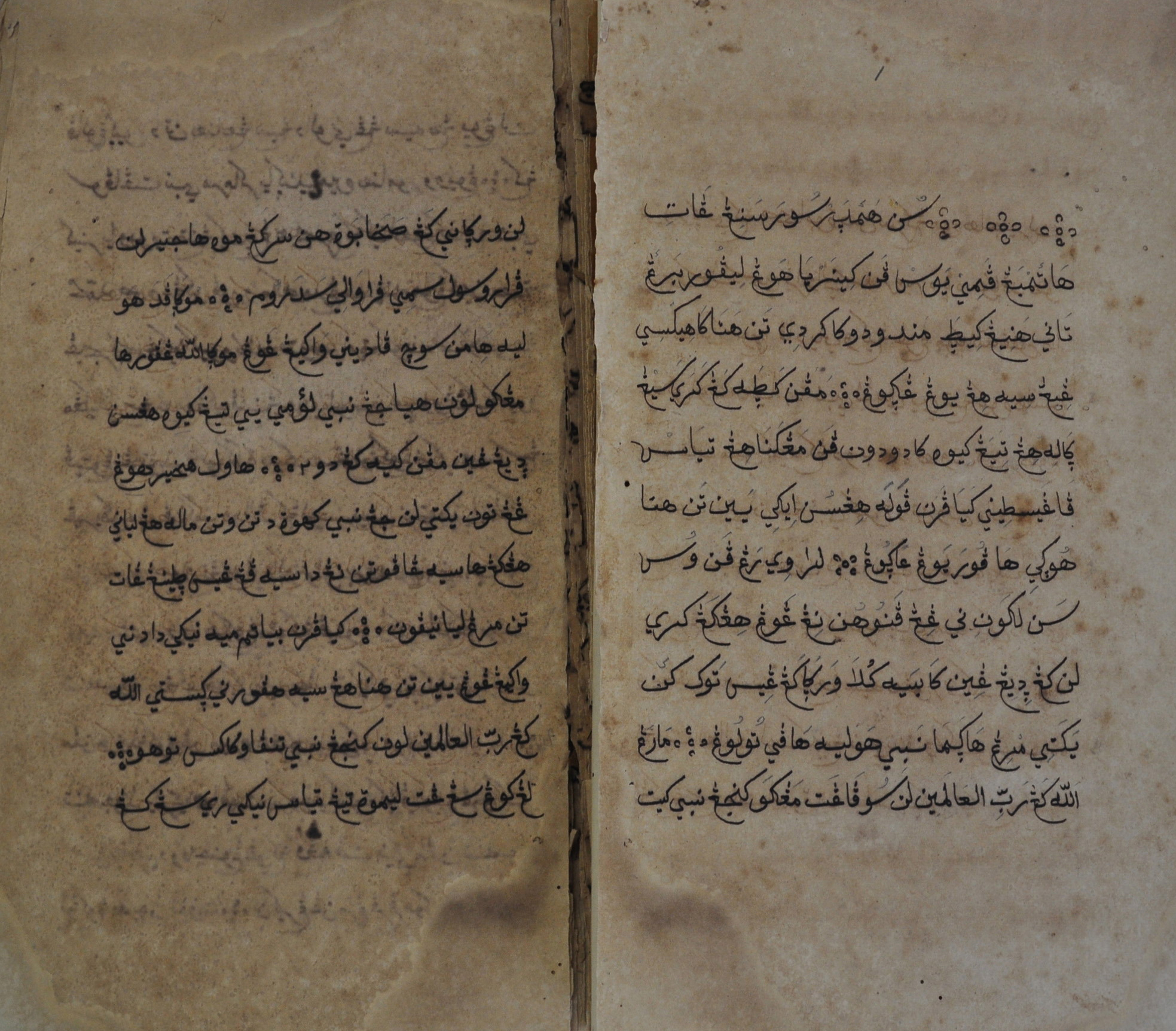
خودزندگی‌نامهٔ شاهزاده دیپونگورو از جزیرهٔ جاوه به الفبای پگون

الفبای پگون (به جاوه‌ای: Aksara Pégon، أکسارا ڤَیڮون؛ به سوندایی: Hurup Pégon، حروڤ ڤَیڮون؛ به مادورایی: Hurup Pèghu، حروڤ ڤَیڮو) یک نوع خط عربی می‌باشد که برای نوشتن زبان‌های جاوه‌ای، سوندایی، مادورایی، و اندونزیایی، در جزیرهٔ جاوه، در کشور اندونزی کاربرد دارد.
این الفبا، با ورود اسلام به جزایر اندونزی از قرن ۱۷ام میلادی به این سو به وجود آمد. کاربرد اصلی این الفبا، در مدارس و حوزه‌های علمیهٔ اسلامی، برای آموزش و نوشتن کتب دینی و دعای مختلف، و همین‌طور ترجمهٔ متون عربی بوده‌است. این الفبا البته برای استفاده‌های دیگر مثل سرودن اشعار، متون حکومتی، و نامه‌های دیپلماتیک نیز کاربرد داشته‌است. الفبای جاوی، یک نوع خط عربی بود که با گسترش اسلام در شبه‌جزیره مالایی و جزیرهٔ سوماترا برای نوشتن زبان مالایی و سایر گویش‌ّهای منطقه به کار گرفته شد. الفبای جاوی تا استعمار اروپایی و تغییر نوشتار به الفبای لاتین، منجر به منسخ شدن الفباهای سنتی شبه‌جزیره مالایی شده بود و تبدیل به تنها الفبای زبان مالایی شده بود. امروزه نیز، به موازات لاتین، الفبای جاوی کاربرد به نسبت زبادی در کشورهای مالزی و برونئی دارد. اما بر خلاف الفبای جاوی، الفبای پگون هیچ وقت منجر به منسخ شدن الفباهای سنتی جزیره جاوه نشد. این الفبا به موازات الفبای جاوه‌ای و الفبای سوندایی مورد استفاده قرار گرفت. با استعمار اروپایی و تغییر نوشتار به الفبای لاتین، استفاده از الفبای پگون بسیار محدودتر شده‌است، و امروزه تنها در مدارس و حوزه‌های علمیهٔ اسلامی و در کتب دینی کاربرد دارد، و در این حوزه نیز، روز به روز الفبای لاتین نقش پررنگتری را ایفا می‌کند.
زبان اندونزیایی، زبان ملی کشور اندونزی، یک نوع معیار از زبان مالایی می‌باشد، و سابقاً هیچ وقت با خط پگون نوشته نشده‌است. اما با گسترش استفاده از آن، بجای زبان‌های محلی مثل جاوه‌ای و سوندایی، مدارس اسلامی نیز تصمیم به تنظیم و گردآوری کتاب سوادآموزی پگون به این زبان، و چاپ کتب و مقالات فرهنگی-اسلامی به زبان اندونزیایی و با خط پگون دست بزنند.
از ویژگی‌های این الفبا، اضافه کردن حروف به خط عربی برای بازتاب دادن صداهای زبان‌های جزیرهٔ جاوه، و همین‌طور استفادهٔ قانونمند از حروف «ا»، «و»، و «ی» (از نکات تفاوت بین این الفبا و الفبای جاوی) برای بازتاب دادن واکهها می‌باشد.

## واژه پژوهی
نام پگون از واژهٔ جاوه‌ای «پِگو» (pégo، ڤَیڮو)، به معنی «کج‌راه رفتن» می‌آید. دلیل این نام‌گذاری این است که نوشتن زبان جاوه‌ای به دبیرهٔ عربی بجای الفبای سنتی جاوه‌ای، امری عجیب و متفاوت به نظر می‌آمد.

## حروف الفبا
الفبای پگون شامل ۳۷ حرف (منجمله همزه) می‌باشد. مشابه الفبای فارسی، که در آن برای بازتاب صداهایی که در زبان عربی نیست، حروف جدید با اضافه کردن نقطه به حروف موجود ساخته شده‌اند، در پگون نیز هشت حرف جدید ساخته شده‌اند. حرف «چ» در الفبای پگون با فارسی مشترک است. سایر این حروف، در عین این‌که امکان شباهت شکلی وجود دارد، با حروف «گ پ ژ» فرق می‌کنند. بعضی از این حروف صداهایی که در فارسی هستند را بازتاب می‌دهند، و بعضی صداهایی کاملاً غیر فارسی را. این حروف شامل:
| معادل لاتین | C | Dh  | Th | Ng | P | G   | Ny  | V |
| معادل فارسی | چ | -   | -  | نگ | پ | گ   | نیـ | و |
| ----------- | - | --- | -- | -- | - | --- | --- | - |
|             | چ‎ | ڎ/ڊ‎ | ڟ‎  | ڠ‎  | ڤ‎ | ڮ/ࢴ‎ | ۑ‎   | ۏ‎‎ |

| نام      | اشکال | اشکال | اشکال     | اشکال  | آوانگاری          | معادل لاتین           | معادل سنتی جاوه‌ای      | نکات |
| نام      | تنها  | آغازی | میانی     | پایانی | آوانگاری          | معادل لاتین           | معادل سنتی جاوه‌ای      | نکات |
| -------- | ----- | ----- | --------- | ------ | ----------------- | --------------------- | ---------------------- | --- |
| الف‎      | ا‎     | ا‎     | ـا‎        | ـا‎     | /a, ɔ/ و /ə/      | a (å), ê (e pepet)    | ꦄ / ꦲ / ꦄꦼ a / (h)a / ê | |
| باء‎      | ب‎     | بـ‎    | ـبـ‎       | ـب‎     | /b/               | b                     | ꦧ ba                   | |
| تاء‎      | ت‎     | تـ‎    | ـتـ‎       | ـت‎     | /t/               | t                     | ꦠ ta                   | |
| ثاء‎      | ث‎     | ثـ‎    | ـثـ‎       | ـث‎     | /s/               | s                     | ꦱ꦳ tsa                  | بیشتر در نوشتن وام‌واژه‌های عربی کاربرد دارد. |
| جیم‎      | ج‎     | جـ‎    | ـجـ‎       | ـج‎     | /d͡ʒ/              | j                     | ꦗ ja                   | |
| چا‎       | چ‎     | چـ‎    | ـچـ‎       | ـچ‎     | /t͡ʃ/              | c                     | ꦕ ca                   | حرف جدیدی که در خط عربی وجود ندارد. |
| حاء‎      | ح‎     | حـ‎    | ـحـ‎       | ـح‎     | /h/               | h                     | ꦲ꦳ ha                   | بیشتر در نوشتن وام‌واژه‌های عربی کاربرد دارد. |
| خاء‎      | خ‎     | خـ‎    | ـخـ‎       | ـخ‎     | /x/               | kh                    | ꦏ꦳ kha                  | بیشتر در نوشتن وام‌واژه‌های عربی کاربرد دارد. |
| دال‎      | د‎     | د‎     | ـد‎        | ـد‎     | /d/               | d                     | ꦢ da                   | |
| ذال‎      | ذ‎     | ذ‎     | ـذ‎        | ـذ‎     | /z/               | z                     | ꦢ꦳ dza                  | بیشتر در نوشتن وام‌واژه‌های عربی کاربرد دارد. |
| ڎا‎       | ڎ‎     | ڎ‎     | ـڎ‎        | ـڎ‎     | /ɖ/               | dh                    | ꦝ dha                  | حرف جدیدی که در خط عربی وجود ندارد. معادل فارسی نیز ندارد. بعضی کتب و متون از یک نقطه و حرف «ڊ‎» استفاده می‌کنند.                                |
| راء‎      | ر‎     | ر‎     | ـر‎        | ـر‎     | /r/               | r                     | ꦫ ra                   | |
| زای‎      | ز‎     | ز‎     | ـز‎        | ـز‎     | /z/               | z                     | ꦗ꦳ za                   | بیشتر در نوشتن وام‌واژه‌های عربی و اروپایی کاربرد دارد.                                                                                          |
| سین‎      | س‎     | سـ‎    | ـسـ‎       | ـس‎     | /s/               | s                     | ꦱ sa                   | |
| شین‎      | ش‎     | شـ‎    | ـشـ‎       | ـش‎     | /ʃ/               | sy                    | ꦯ꦳ / ꦱ꦳ sya              | بیشتر در نوشتن وام‌واژه‌های عربی و اروپایی کاربرد دارد.                                                                                          |
| صاد‎      | ص‎     | صـ‎    | ـصـ‎       | ـص‎     | /s/               | s                     | ꦰ꦳ sha                  | بیشتر در نوشتن وام‌واژه‌های عربی کاربرد دارد. |
| ضاد‎      | ض‎     | ضـ‎    | ـضـ‎       | ـض‎     | /d/               | d                     | ꦝ꦳ dla                  | بیشتر در نوشتن وام‌واژه‌های عربی کاربرد دارد. |
| طاء‎      | ط‎     | طـ‎    | ـطـ‎       | ـط‎     | /t/               | t                     | ꦛ꦳ tha                  | بیشتر در نوشتن وام‌واژه‌های عربی کاربرد دارد. |
| ڟا‎       | ڟ‎     | ـڟ‎    | ـڟـ‎       | ڟـ‎     | /ʈ/               | th                    | ꦛ tha                  | حرف جدیدی که در خط عربی وجود ندارد. معادل فارسی نیز ندارد. بعضی کتب و متون از چیدمان نقطهٔ متفاتی استفاده می‌کنند و از «ࢋ‎» یا «ࢌ‎» استفاده می‌کنند |
| ظاء‎      | ظ‎     | ظـ‎    | ـظـ‎       | ـظ‎     | /z/               | z                     | ꦘ꦳ zha                  | بیشتر در نوشتن وام‌واژه‌های عربی کاربرد دارد. |
| عین‎      | ع‎     | ـع‎    | ـعـ‎       | عـ‎     | /ʔ/               | a, i, u and -k        | ꦔ꦳ 'a                   | بیشتر در نوشتن وام‌واژه‌های عربی کاربرد دارد. در زبان مادورایی برای نوشتن هجاهایی که صدای اول آنها واکه است به‌کار می‌رود..                        |
| غین‎      | غ‎     | غـ‎    | ـغـ‎       | ـغ‎     | /ɣ/               | gh                    | ꦒ꦳ gha                  | بیشتر در نوشتن وام‌واژه‌های عربی کاربرد دارد. |
| ڠا‎ «نگا» | ڠ‎     | ڠـ‎    | ـڠـ‎       | ـڠ‎     | /ŋ/               | ng                    | ꦔ nga                  | حرف جدیدی که در خط عربی وجود ندارد. در فارسی معادل «نگ» می‌باشد.                                                                                |
| فاء‎      | ف‎     | فـ‎    | ـفـ‎       | ـف‎     | /f/               | f                     | ꦥ꦳ fa                   | بیشتر در نوشتن وام‌واژه‌های عربی و اروپایی کاربرد دارد.                                                                                          |
| ڤا‎ «پا»  | ڤ‎     | ڤـ‎    | ـڤـ‎       | ـڤ‎     | /p/               | p                     | ꦥ pa                   | حرف جدیدی که در خط عربی وجود ندارد. در فارسی معادل «پ» می‌باشد.                                                                                 |
| قاف‎      | ق‎     | قـ‎    | ـقـ‎       | ـق‎     | /q/               | q                     | ꦐ qa                   | بیشتر در نوشتن وام‌واژه‌های عربی کاربرد دارد. |
| کاف‎      | ک‎     | کـ‎    | ـکـ‎       | ـک‎     | /k/ and /ʔ/       | k                     | ꦏ ka                   | حرف «ک» در پایان هجا، در زبان جاوه‌ای، صدایی مشابه همزه می‌دهد. بعضی متون، و مخصوصاً در زبان مادورایی، از «ء» استفاده می‌کنند.                     |
| ڮا‎ «گا»  | ڮ‎     | ڮـ‎    | ـڮـ‎       | ـڮ‎     | /ɡ/               | g                     | ꦒ ga                   | حرف جدیدی که در خط عربی وجود ندارد. در فارسی معادل «گ» می‌باشد. در بعضی کتب و متون، از حرف ࢴ‎ استفاده می‌شود.                                     |
| لام‎      | ل‎     | لـ‎    | ـلـ‎       | ـل‎     | /l/               | l                     | ꦭ la                   | |
| میم‎      | م‎     | مـ‎    | ـمـ‎       | ـم‎     | /m/               | m                     | ꦩ ma                   | |
| نون‎      | ن‎     | نـ‎    | ـنـ‎       | ـن‎     | /n/               | n                     | ꦤ na                   | |
| ۑا‎‎ «نیا» | ۑ‎     | ۑـ‎    | ـۑـ‎       | ـۑ‎     | /ɲ/               | ny                    | ꦚ nya                  | حرف جدیدی که در خط عربی وجود ندارد. در فارسی معادل «نی» می‌باشد.                                                                                |
| واو‎      | و‎     | و‎     | colspan=2 | ـو‎     | /w/ and /u, o, ɔ/ | w and u, o            | ꦮ / ꦈ / ꦎ wa / u / o   | |
| ۏا‎       | ۏ‎     | ۏ‎     | colspan=2 | ـۏ‎     | /v/               | v                     | ꦮ꦳ va                   | بیشتر در نوشتن وام‌واژه‌های اروپایی کاربرد دارد، حرف «v».                                                                                        |
| هاء‎      | ه‎     | هـ‎    | ـهـ‎       | ـه‎     | /h/               | h                     | ꦲ ha                   | |
| همزة‎     | ء‎     |       |           |        | /ʔ/               | -k, ’                 | ∅                      | حرف «ک» در پایان هجا، در زبان جاوه‌ای، صدایی مشابه همزه می‌دهد. بعضی متون، و مخصوصاً در زبان مادورایی، از «ء» استفاده می‌کنند.                     |
| یاء‎      | ی‎     | یـ‎    | ـیـ‎       | ـی‎     | /j/ and /i, e, ɛ/ | y and i, é (e taling) | ꦪ / ꦆ / ꦌ ya / i / é   | |

## نشان دادن واکه‌ها
در نوشتار پگون، برای نشان دادن واکه‌ها، و حتی برای نشان دادن عدم وجود واکه، از حرکت‌گذاری استفاده می‌شود. رواج استفاده از حرکات در متون پگون بین نشان دادن حرکت بر روی تک تک حرف‌ها تا استفادهٔ کم و فقط جاهایی که عدم استفاده می‌تواند منجر به اشتباه خواندن شود می‌باشد. نشان دادن تمام حروف امریست که در متون دینی تاریخی، ترجمه‌های قرآن، و متون دیپلماتیک رایج‌تر است.
خط عربی خطی است که در آن، فقط بیشتر هم‌خوان‌ها نوشته می‌شوند. در زبان عربی سه نوع واکه است، که هرکدام نوع کوتاه و نوع بلند دارند. نوع‌های بلند در عربی با حروف «ا»، «و»، و «ی» نوشته می‌شوند. اما زبان‌های جاوه‌ای، سوندایی، و مادورایی، بین کوتاهی و بلندی واکه‌ها تفاوتی نمی‌گذارند. بجای آن، این زبان‌ها ۶ واکه دارند. در نتیجه، برای نوشتار به خط عربی، در الفبای، با حرکت‌گذاری به همراه استفاده از حروف «ا»، «و»، و «ی»، تمامی واکه‌ها نشان داده می‌شوند.

### گوندول
به نوع نوشتاری که در آن حرکت‌گذاری انجام نشود (مثل فارسی یا مثل الفبای جاوی)، به آن گوندول (Gundhul، ڮونڎول‎، ꦒꦸꦤ꧀ꦝꦸꦭ꧀) می‌گویند. گوندول به معنی «کچل» یا لخت و خالی می‌باشد.
حالت نوشتاری که امروزه در کتب سوادآموزی و سایر کتابهای منتشر شده، همه‌گیر شده‌است، نوشتن حرکت «ۤ◌» در همهٔ مواقع، حرکتی مختص زبان‌های جزیرهٔ جاوه، که نه در عربی و نه در فارسی وجود ندارند، موسوم به «اِ-پِپِت» (e-pepet)، و همین‌طور نوشتن فتحه «◌َ» پیش از حروف «و» و «ی» برا قائل شدن تفاوت بین صداهای «o» و «u»، و همین‌طور «e» و «i».

### لیست واکه‌ها
واکه‌های اول واژه، با حرف «ا»، با حرکت مورد نیاز، و پس از آن، در صورت نیاز، با حروف «و» یا «ی» نوشته می‌شوند. در متونی که در آنها حرکت‌گذاری کامل انجام می‌شود، بر روی «و» یا «ی» نیز یک حرکت سکون برای نشان دادن این‌که این حروف شروع یک هجای جدید نیستند، نیز، گذاشته می‌شود.
| معادل لاتین       | A/Å1             | I                 | U                 | É (e taling)        | O                          | Ê / Eu / Ĕ (e pepet) |
| ----------------- | ---------------- | ----------------- | ----------------- | ------------------- | -------------------------- | -------------------- |
| حرکت‌گذاری شده     | اَ / أ‎            | اِ / إ‎             | اُوْ‎                | اَیْـ‎                 | اَوْ‌‎                         | اۤ‎                    |
| گوندول            | أ‎                | إ‎                 | او‎                | اَیـ‎                 | اَو‎                         | اۤ‎                    |
| آوانگاری          | /a/ or /ɔ/       | /i/               | /u/               | /e/ or /ɛ/          | /o/ or /ɔ/                 | /ə/                  |
| معادل سنتی جاوه‌ای | ꦄ / (ꦏ) a / (h)a | ꦆ / (ꦶ) i / (wulu) | ꦈ / (ꦸ) u / (suku) | ꦌ / (ꦺ) é / (taling) | ꦎ / (ꦺꦴ) o / (taling-tarung) | ꦄꦼ / (ꦼ) ê / (pepet)   |

### نکات
1. در لهجهٔ شهر سوراکارتا، در پایان هجاهای باز، ⟨a⟩ به شکل «اُ» ([ɔ]) تلفظ می‌شود. این را در نوشتار لاتین می‌توان به ⟨å⟩ نشان داد. به‌طور مثال تلفظ نام شهر سورابایا سُوْرَابَایَا‎ Suråbåyå /surɔbɔjɔ/
2. شکل این حرکت با مده فرق دارد. طول این حرکت کوتاه‌تر است. متون تاریخی به نوشتار پگون، هم‌زمان از این حرکت و از مده در یک متن استفاده کرده‌اند. در نتیجه، قائل شدن تفاوت بین این دو حرکت مهم است.[۷]

حرکات مورد استفاده در الفبای پگون به شرح زیر می‌باشند.
- فتحه (◌َ)، در متون قدیمی، به تنهایی برای نشان دادن ⟨a⟩ به کار می‌رود. در نوشتار از نوع «گوندول»، پیش از حروف «و» و «ی»، برای نشان دادن صدای ⟨o⟩ به جای ⟨u⟩ و ⟨e⟩ به جای ⟨i⟩ به کار می‌رود.

Below is a list of the diacritics that are used in indicating vowels:
- کسره (◌ِ)، در متون قدیمی، به تنهایی برای نشان دادن ⟨i⟩ به کار می‌رود.
- ضمه (◌ُ)، در متون قدیمی، به تنهایی برای نشان دادن ⟨u⟩ به کار می‌رود.
- پِپِت (ۤ◌)، حرکتی مختص به نوشتار پگون، که نه در عربی و نه در فارسی وجود ندارد. برای نشان دادن صدای ⟨ê⟩ به کار می‌رود.

|               | ka/kå | ki       | ku | ke       | ko | kê / keu / kĕ |
| ------------- | ----- | -------- | -- | -------- | -- | ------------- |
| حرکت‌گذاری شده | کَا‎    | کِیْـ / کِیْ‎ | کُوْ‎ | کَیْـ / کَیْ‎ | کَوْ‎ | کۤـ / کۤ‎        |
| گوندول        | کا‎    | کیـ / کی‎ | کو‎ | کَیـ / کَی‎ | کَو‎ | کۤـ / کۤ‎        |

نمونه‌ای از واژگان، هم به صورت حرکت‌گذاری شده و هم به صورت «گوندول». این نمونه‌ها از زبان‌های جاوه‌ای، سوندایی، و اندونزیایی می‌باشند.
| حرکت‌گذاری شده | گوندول     | لاتین      | معنی               |
| ------------- | ---------- | ---------- | ------------------ |
| اِنْڎَوْنَیْسِیْیَا‎    | إنڎَونَیسییا‎ | Indhonésia | اندونزی            |
| اَدَاڠْ‎          | أداڠ‎       | adang      | برنج پخته          |
| اُوْنْتُوْ‎         | اونتو‎      | untu       | دندان              |
| سَیْجَیْ‎          | سَیجَی‎       | seje       | اجنبی، متفاوت      |
| تۤمۤنْ‎           | تۤمۤن‎        | têmên      | مطمئناً، به روی چشم |

### طریقهٔ نوشتن خوشه‌های همخوانی
خوشه‌های همخوان که در لاتین با نوشتن پشت سر هم حروف نوشته می‌شوند، در نوشتار پگون تابع قواعد خاصی هستند که خود بازتاب دهندهٔ تلفط این واژگان می‌باشند. بسته به نوع هم‌خوان‌های در واژه، یا میان‌هشت (واکه‌ای که بین دو هم‌خوان داخل می‌شود) یا پیش‌هشت (واکه‌ای که پیش از هم‌خوان اول گفته می‌شود)
استفاده از میان‌هشت «اِ-پِپِت» (ê، ۤ◌) ([ə])، در دو جا کاربرد دارد. اول، در خوشه‌هاییست که هم‌خوان اول آن‌ها درون‌دماغی (صداهای م، ن) و هم‌خوان دوم آن‌ها، روان باشد. اینها شامل ترکیب‌هایی مثل [mr], [ml]، یا [ŋl] هستند. دوم در خوشه‌هایی که هم‌خوان اول آنها گرفته (مثل ت، ک، پ) و هم‌خوان دوم آنها انفجاری باشد. اینها شامل ترکیب‌هایی مثل  [tr], [sr], [kr], [gl], [pl]، یا [by] می‌باشند.
|               | kra/krå | kri        | kru | kre        | kro | krê / kreu |
| ------------- | ------- | ---------- | --- | ---------- | --- | ---------- |
| حرکت‌گذاری شده | کۤرَا‎     | کۤرِیْـ / کۤرِیْ‎ | کۤرُوْ‎ | کۤرَیْـ / کۤرَیْ‎ | کۤرَوْ‎ | کۤرۤ‎         |
| گوندول        | کۤرا‎     | کۤریـ / کۤری‎ | کۤرو‎ | کۤرَیـ / کۤرَی‎ | کۤرَو‎ | کۤرۤ‎         |

نمونه‌ای از واژگان، هم به صورت حرکت‌گذاری شده و هم به صورت «گوندول».
| حرکت‌گذاری شده | گوندول   | لاتین     | معنی        |
| ------------- | -------- | --------- | ----------- |
| مۤلۤبُوْ‎          | مۤلۤبو‎     | mlêbu     | وارد شدن    |
| کۤلَامْبِیْ‎        | کۤلامبی‎   | klambi    | لباس        |
| ڠۤلَامْڤَاهِیْ‎      | ڠۤلامڤاهی‎ | nglampahi | خرج کردن    |
| سۤرۤڮۤفْ‎          | سۤرۤڮۤف‎     | srêgêp    | سخت‌کوش بودن |

استفاده از پیش‌هشت «اَ» [a] در یک جا کاربرد دارد. این در خوشه‌هاییست که هم‌خوان اول آن‌ها درون‌دماغی (صداهای م، ن) و هم‌خوان دوم آن‌ها انفجاری باشد. اینها شامل ترکیب‌هایی مثل [nj]، [ŋg], [mb]، یا [nd] می‌باشند.
|               | nja/njå | nji          | nju  | nje          | njo  | njê / njeu |
| ------------- | ------- | ------------ | ---- | ------------ | ---- | ---------- |
| حرکت‌گذاری شده | اَنْجَا‎    | اَنجِیْـ / اَنْجِیْ‎ | اَنْجُوْ‎ | اَنْجَیْـ / اَنجَیْ‎ | اَنْجَوْ‎ | اَنْجۤـ / اَنْجۤ‎ |
| گوندول        | انجا‎    | انجیـ / انجی‎ | انجو‎ | انجَیـ / انجَی‎ | انجَو‎ | انجۤـ / انجۤ‎ |

نمونه‌ای از واژگان، هم به صورت حرکت‌گذاری شده و هم به صورت «گوندول».
| حرکت‌گذاری شده | گوندول  | لاتین   | معنی       |
| ------------- | ------- | ------- | ---------- |
| اَنْجُوْڤُوْکْ‎       | أنجوڤوک‎ | njupuk  | گرفتن      |
| اَمْبُوْوَاڠْ‎       | أمبوواڠ‎ | mbuwang | پرتاب کردن |
| اَنْدَوْڠَا‎        | أندوڠا‎  | ndonga  | دعا کردن   |
| اَنْدۤمَیْکْ‎        | أندۤمَیک‎  | ndêmek  | لمس کردن   |

### پشت سر هم آمدن واکه‌ها
نوشتن التقای واکه‌ها (پشت سر هم آمدن واکه‌ها) در الفبای پگون تابع قواعدی خاص خود می‌باشد، چرا که بر خلاف لاتین، حروف «و» و «ی» هم هم‌خوان هستند و هم واکه، و نوشتن نادرست واکه‌های پشت سر هم می‌تواند منجر به تلفظ اشتباه کلمه بشود. جدول زیر این قواعد و مثالهایی از هرکدام را لیست کرده‌است.
| لاتین      | حرکت‌گذاری شده | گوندول | نمونه حرکت‌گذاری شده | نمونه گوندول | معادل لاتین | معنی          |
| ---------- | ------------- | ------ | ------------------- | ------------ | ----------- | ------------- |
| -aa        | ◌َااَ‎           | اأ‎     | بَیْرسَامَااَن‎           | بَیرساماأن‎    | bersamaan   | با هم بودن    |
| -ae        | ◌َائَیْ‎          | ائَی‎    | سَائَیْ‎                | سائَی‎         | sae         | خوب           |
| -aê / -aeu | ◌َااۤ‎           | اأۤ‎     | سَاا‎                 | بَیرساماأن‎    | saeusina    | بقیهٔ [چیزی]   |
| -ai        | ◌َائِیْ‎          | ائی‎    | نُوْ لَائِیْن‎            | نو لائین‎     | nu lain     | دیگری         |
| -ao        | ◌َاَوْ‎           | أَوْ‎     | وَاَوْس‎                | وأَوس‎         | waos        | دندان         |
| -au        | ◌َاُوْ‎           | أو‎     | دَاُوْنْنَا‎              | دأوننا‎       | daunna      | برگ           |
| -ea        | ◌َیْیَا‎          | ◌َییا‎   | سَارَیْرَیْیَا‎            | سارَیرَییا‎     | sarerea     | همگی          |
| -ea        | ◌َیْئَا‎          | ◌َیئا‎   | سَارَیْرَیْئَا‎            | سارَیرَیئا‎     | sarerea     | همگی          |
| -eo        | ◌َیْئَوْ‎          | یئَو‎    | سَیْسَیْئَوْرَاڠ‎           | سَیسَیئَوراڠ‎    | seseorang   | کسی           |
| -eu        | ◌ِیْئُوْ‎          | یئو‎    | رَیْئِوْنِیْ‎              | رَیئونی‎       | reuni       | تجدید دیدار   |
| -êi / -eui | ۤ◌ئِیْ‎           | ۤ◌ئی‎    | دۤئِیْ‎                 | دۤئی‎          | deui        | دوباره        |
| -ia        | ◌ِیْیَا‎          | ییا‎    | اِنْڎَوْنَیْسِیْیَا‎          | إنڎَونَیسییا‎   | Indhonésia  | اندونزی       |
| -ia        | ◌ِیْئَا‎          | یئا‎    | اِنْڎَوْنَیْسِیْئَا‎          | إنڎَونَیسیئا‎   | Indhonésia  | اندونزی       |
| -ii        | ◌ِیْئِیْ‎          | یئی‎    | رِیْئِیْل‎               | ریئیل‎        | riil        | واقعی         |
| -io        | ◌ِیْئَوْ‎          | یئَو‎    | نَاسِیْئِوْنَال‎           | ناسیئَونال‎    | nasional    | ملی، ناسیونال |
| -oa        | ◌َوْوَا‎          | ◌َووا‎   | مَوْوَا‎                | مَووال‎        | moal        | نخواهد کرد    |
| -ua        | ◌ُوْوَا‎          | ووا‎    | اَکْتُوْوَالِیْسَاسِیْ‎        | أکتووالیساسی‎ | aktualisasi | بالفعل شدن    |
| -uu        | ◌ُؤُوْ‎           | ؤو‎     | جُؤُوْه‎                | جؤوه‎         | juuh        | سنگین         |

## دوگان‌سازی
در زبان‌های خانوادهٔ آسترونزیایی، که زبان‌های اندونزی و مالزی را شامل می‌شود، دوگان‌سازی در دستور زبان آن‌ها نقش پررنگی دارد، بالاخص برای جمع کردن اسم‌ها. در الفبای لاتین، دوگان‌سازی در این زبان‌ها با دو بار نوشتن واژه و جدا کردن دو قسمت آن با خط پیوند انجام می‌شود. در الفبای پگون، مشابه الفبای جاوی، بجای دوبار نوشتن واژه‌ای که دوگان‌سازی، از عدد «۲» پس از واژهٔ دوگان‌سازی‌شده برای این امر استفاده می‌شود. در واژگان دوگان‌سازی شده‌ای که پسوند دارند، عدد «۲» پیش از پسوند و در میان واژه نویشته می‌شود. در واژگانی که پیش‌وند دارند، دوگان‌سازی مشابه لاتین و با استفاده از خط پیوند انجام می‌شود انجام می‌شود.
| حرکت‌گذاری شده | گوندول        | لاتین             | معنی       |
| ------------- | ------------- | ----------------- | ---------- |
| تَیْمْبوُوْنڠ۲‎     | تَیمبوونڠ۲‎     | tembung-tembung   | واژگان     |
| بَاڠْسَا۲‎        | باڠسا۲‎        | bangsa-bangsa     | ملت‌ها      |
| اَڠْڮَوْتَا۲نَیْ‎     | اڠڮَوتا۲نَی‎     | anggota-anggotané | اعضائی که- |
| کَاسُوْرُوْڠ-سُوْرُوْڠ‎ | کاسوروڠ-سوروڠ‎ | kasurung-surung   | تشویق کردن |

## زبان مادورایی
زبان مادورایی دارای واج‌شناسی کمی پیچیده‌تر و متفاوت‌تر از زبان‌های جاوه‌ای، سوندایی، و اندونزیایی می‌باشد. به همین دلیل، نوشتار واکه‌ها در این زبان در خط پگون، کمی متفاوت بوده و تابع قوانین خویش می‌باشد. علاوه بر این، در ابتدای واژگان، در زبان مادورایی، به‌جز «الف»، از حرف «عین» نیز استفاده می‌شود.
|          | A          | I   | U   | È          | O          | E (e pepet) | ‘   |
| -------- | ---------- | --- | --- | ---------- | ---------- | ----------- | --- |
|          | اَ / أ‎      | عِی‎  | اُوْ‎  | عَی‎         | عَوْ / اُو‎    | اۤ‎           | ء‎   |
| آوانگاری | /a/ or /ɔ/ | /i/ | /u/ | /e/ or /ɛ/ | /o/ or /ɔ/ | /ə/         | /ʔ/ |

|               | Ka | Kâ | Ki       | Ku | Kè       | Ko | Ke (e pepet) |
| ------------- | -- | -- | -------- | -- | -------- | -- | ------------ |
| حرکت‌گذاری شده | کَا‎ | کۤا‎ | کِیْـ / کِیْ‎ | کُوْ‎ | کَیْـ / کَیْ‎ | کَوْ‎ | کۤـ / کۤ‎       |
| گوندول        | کا‎ | کۤا‎ | کیْـ / کیْ‎ | کو‎ | کَیـ / کَی‎ | کَو‎ | کۤـ / کۤ‎       |

| C | Ḍ | Ṭ | Ng | P | G | Ny |
| - | - | - | -- | - | - | -- |
| چ‎ | ڊ‎ | ڟ‎ | ڠ‎  | ڤ‎ | ࢴ‎ | ۑ‎  |

## متن‌های نمونه
در جدول زیر، متن نمونهٔ مذهبی زیر به چهار زبان اشاره شده ترجمه شده‌است و به لاتین و به الفبای پگون نوشته شده‌است.
حضرت محمد نبی رسول خدا بر همهٔ مخلوقات است، هر آنچه که حضرت محمد نبی گفته حقیقت واقعی است. پس همه مخلوقات باید حضرت محمد نبی را بپذیرند و از وی پیروی کنند.
| زبان اندونزیایی (bahasa Indonesia / باهاسا ایندونَیسییا) | زبان اندونزیایی (bahasa Indonesia / باهاسا ایندونَیسییا) |
| ------------------------------------------------------- | --- |
| لاتین                                                   | Baginda Nabi Muhammad adalah utusan Allah kepada semua makhluk, Apa saja yang diceritakan oleh Baginda Nabi Muhammad adalah kebenaran yang nyata. Maka semua makhluk wajib membenarkan dan mengikuti Baginda Nabi Muhammad. |
| پگون گوندول                                             | باڮیندا نبی محمّد أدالاه اوتوسان الله کَیڤادا سَیمووا مخلوق، أڤا ساجا یاڠ دیچۤریتاکان أولیه باڮیندا نبی محمّد أدالاه کۤبۤنارَین یاڠ ۑاتا. ماکا سَیمووا مخلوق واجب مَیمبَیرنارکان دان مَیڠیکوتی باڮیندا نبی محمّد.‎                        |
| پگون حرکت‌گذاری شده                                      | بَاڮِیْنْدَا نَبِیْ مُحَمَّدْ اّدَالَاه اُوْتُوْسَانْ الله کَیْڤَادَا سَیْمُوْوَا مَخْلُوقْ، اَڤَا سَاجَا یَاڠْ دِیْچۤرِیْتَاکَانْ اَوْلِیْهْ بَاڮِیْنْدَا نَبِیْ مُحَمَّدْ اّدَالَاه کۤبۤناَرَیْن یَاڠْ ۑَاتَا. مَاکَا سَیْمُوْوَا مَخْلُوقْ وَاجِبْ مَیْمْبَیْرْنَارْکَان دَانْ مَیْڠِیْکُوْتِیْ بَاڮِیْنْدَا نَبِیْ مُحَمَّدْ.‎                        |
| الفبای جاوی                                             | بڬیندا نبی محمّد اداله اوتوسن الله کڤد سموا مخلوق، اڤ ساج یڠ دچریتاکن اولیه بڬیندا نبی محمّد اداله کبنرن یڠ ڽات. مک سموا مخلوق واجب ممبنرکن دان مڠیکوتی بڬیندا نبی محمّد.‎                                                      |

| زبان جاوه‌ای (basa Jawa / باسا جاوا) | زبان جاوه‌ای (basa Jawa / باسا جاوا) |
| ----------------------------------- | --- |
| لاتین                               | Kanjêng Nabi Muhammad iku utusanipun Gusti Allah datêng sêdåyå makhluk, déné åpå waé kang dipun cerita'akên déning Kanjêng Nabi Muhammad iku nyåtå nyåtå bênêr. Mångkå sêkabèhané makhluk wajib mbênêrakên lan ndèrèk maring Kanjêng Nabi Muhammad. |
| پگون گوندول                         | کانجۤڠ نبی محّمد إکو اوتونسانیڤون ڮوستی الله داتۤڠ سۤدایا مخلوق، دَینَی أپا وائَی کاڠ دیڤون چَیریتاأکۤن دَینیڠ کَانجۤڠ نبی محّمد إکو ۑاتا۲ بۤنۤر. ماڠکا سۤکابَیهانَی مخلوق واجب أمبۤنۤراکۤن لان أندَیرَیک ماریڠ کَانجۤڠ نبی محّمد.‎                                            |
| پگون حرکت‌گذاری شده                  | کَانْجۤڠْ نَبِیْ مُحَّمَد اِکُوْ اُوْتُوْنسَانِیْڤُوْن ڮُوْسْتِیْ الله دَاتۤڠْ سۤدَایَا مَخْلُوق، دَیْنَیْ اَپَا وَائَیْ کَاڠْ دِیْڤُوْنْ چَیْرِیْتَااَکۤن دَیْنِیْڠْ کَانْجۤڠْ نَبِیْ مُحَّمَد اِکُوْ ۑَاتَا۲ بۤنۤرْ. مَاڠْکَا سۤکَابَیْهَانَیْ مَخْلُوقْ وَاجِبْ اَمْبۤنۤرَاکۤن لَانْ اَنْدَیْرَیْکْ مَارِیْڠ کَانْجۤڠْ نَبِیْ مُحَّمَد.‎                                            |

| زبان سوندایی (basa Sunda / باسا سوندا) | زبان سوندایی (basa Sunda / باسا سوندا) |
| -------------------------------------- | --- |
| لاتین                                  | Kanjeng Nabi Muhammad mangrupikeun utusan Gusti Allah ka sadaya makhluk, naon waé anu dicarioskeun ku Kanjeng Nabi Muhammad nyaéta kanyataan anu leres. Janten sadaya makhluk wajib menerkeun sareng nuturkeun Kanjeng Nabi Muhammad. |
| پگون گوندول                            | کانجۤڠ نبی محّمد ماڠرو ڤیکۤن اوتوسان ڮوستی الله کا سادایا مخلوق، نااأَون وائَی أنو دیچاریئَوسکۤن کو کانجۤڠ نبی محّمد ڤائَیتا کانیاتاأن أنو لَیرَیس. جانتَین سادایا مخلوق واجب مَینَیرکۤن سارَیڠ نوتورکۤن کانجۤڠ نبی محّمد.‎                                |
| پگون حرکت‌گذاری شده                     | کَانْجۤڠْ نَبِیْ مُحَّمَدْ مَاڠْرُوْ ڤِیْکۤن اُوْتُوْسَانْ ڮُوْسْتِیْ الله کَا سَادَایَا مَخْلُوقْ، نَااَوْنْ وَائَیْ اَنُوْ دِیْچَارِیْئَوْسْکۤن کُوْ کَانْجۤڠْ نَبِیْ مُحَّمَدْ ڤَائَیْتَا کَانیَاتَااَنْ اّنُوْ لَیْرَیْس. جَانْتَیْنْ سَادَایَا مَخْلُوقْ وَاجِبْ مَیْنَیْرکۤن سَارَیْڠْ نُوْتُوْرْکۤن کَانْجۤڠْ نَبِیْ مُحَّمَدْ.‎                                 |

| زبان مادورایی (bhâsa Madhurâ / بۤاسا مادورۤا‎) | زبان مادورایی (bhâsa Madhurâ / بۤاسا مادورۤا‎) |
| ------------------------------------------- | --- |
| لاتین                                       | Kanjeng Nabi Muhammad panéka otosanépon Ghusté Allah dâ' ka sadhâjâ makhlok, pan-ponapan sé écarétaaghi sareng Kanjeng Nabi Muhammad panéka nyata bhendârâ. Mangka sadhâjâ makhlok wâjib mabhendâr tor nuro' maréng Kanjeng Nabi Muhammad. |
| پگون گوندول                                 | کانجۤڠ نبی محّمد ڤانَیکا اَوتوسانَیڤَون ࢴَوستی الله دۤاء کا ساڊۤاجۤا مخلوق، ڤان-ڤَوناپان سَی عَیچاریتااࢴی سارۤڠ کانجۤڠ نبی محّمد ڤانَیکا ۑَیتا بَیندۤارۤا. ماڠࢴا ساڊۤاجۤا مخلوق واجب مابَیندۤار تَور نورَوء مارَیڠ کانجۤڠ نبی محّمد.‎                                     |
| پگون حرکت‌گذاری شده                          | کَانْجۤڠْ نَبِیْ مُحَّمَدْ ڤَانَیْکَا اَوْتُوْسَانَیْڤَوْن ࢴَوْستَی الله دۤاءْ کَا سَاڊۤاجۤا مَخْلُوقْ، ڤَانْ-ڤَوْنَاپَان سَیْ عَیْچَارَیْتَااࢴِی سَارۤڠ کَانْجۤڠْ نَبِیْ مُحَّمَدْ ڤَانَیْکَا ۑَیتَا بَیْنْدۤارۤا. مَاڠْࢴَا سَاڊۤاجۤا مَخْلُوقْ وَاجِب مَابَیْندۤار تَوْر نُوْرَوْءْ مَارَیْڠ کَانْجۤڠْ نَبِیْ مُحَّمَدْ.‎                                     |

توجه شود که در متون بالا، ۵ وام‌واژهٔ عربی به کار رفته‌است. این وام‌واژگان باید همان‌طور که در عربی نوشته می‌شوند و نه بر اساس قواعد نوشتار پگون نوشته شوند. این وام‌واژگان شامل:
- واژهٔ «نبی» است که به صورت نبی و نه نابی نوشته شده‌است.
- واژهٔ «محمد» است که به صورت محمّد و نه موهامماد نوشته شده‌است.
- واژهٔ «الله» است که به صورت الله و نه أللاه نوشته شده‌است.
- واژهٔ «مخلوق» است که به صورت مخلوق و نه ماخلوک نوشته شده‌است.
- واژهٔ «واجب» است که به صورت واجب و نه واجَیب نوشته شده‌است.

## نگارخانه

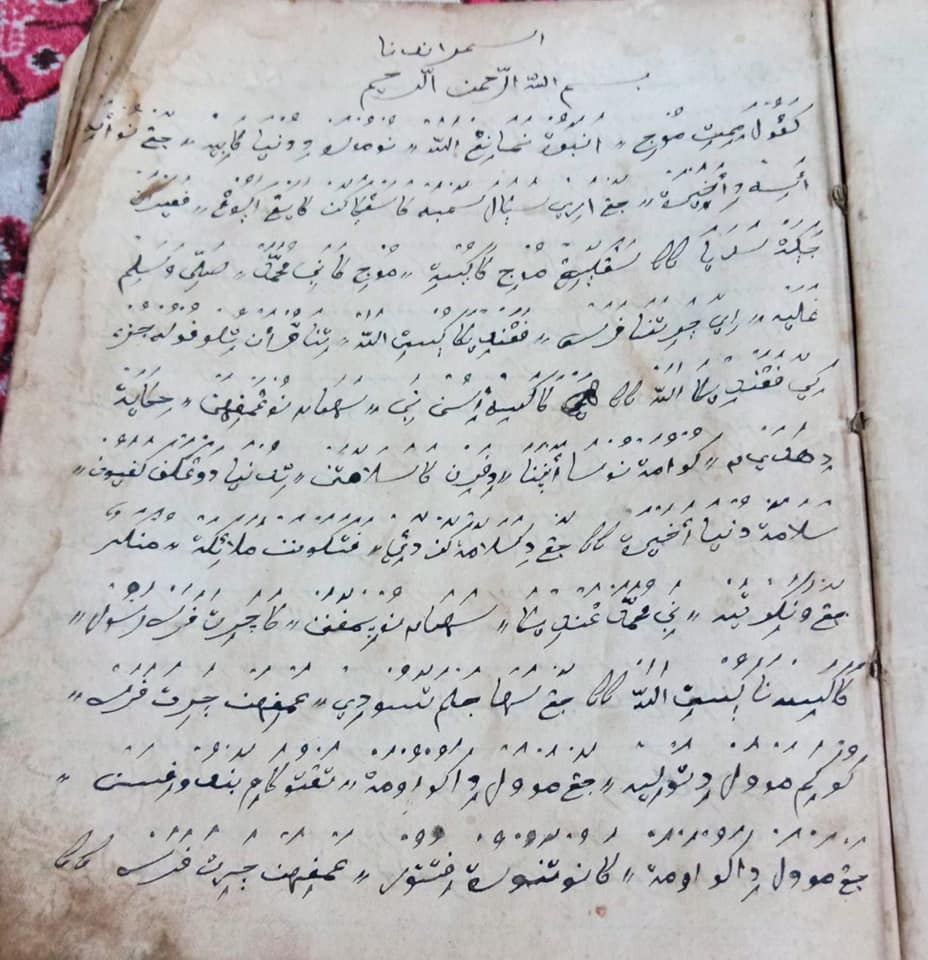
متن تاریخی قصهٔ «حکایت پارا رسول» به زبان سوندایی و الفبای پگون
متن انجیل یوحنا، سورهٔ ۳، آیهٔ ۱۶ به زبان سوندایی و الفبای پگون (۱۸۹۵)
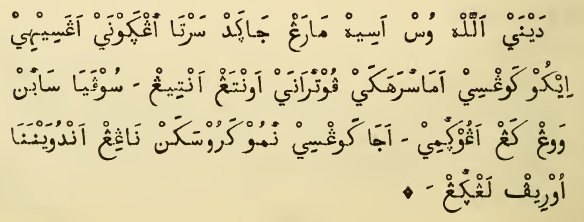
متن انجیل یوحنا، سورهٔ ۳، آیهٔ ۱۶ به زبان جاوه‌ای و الفبای پگون (۱۹۰۹)
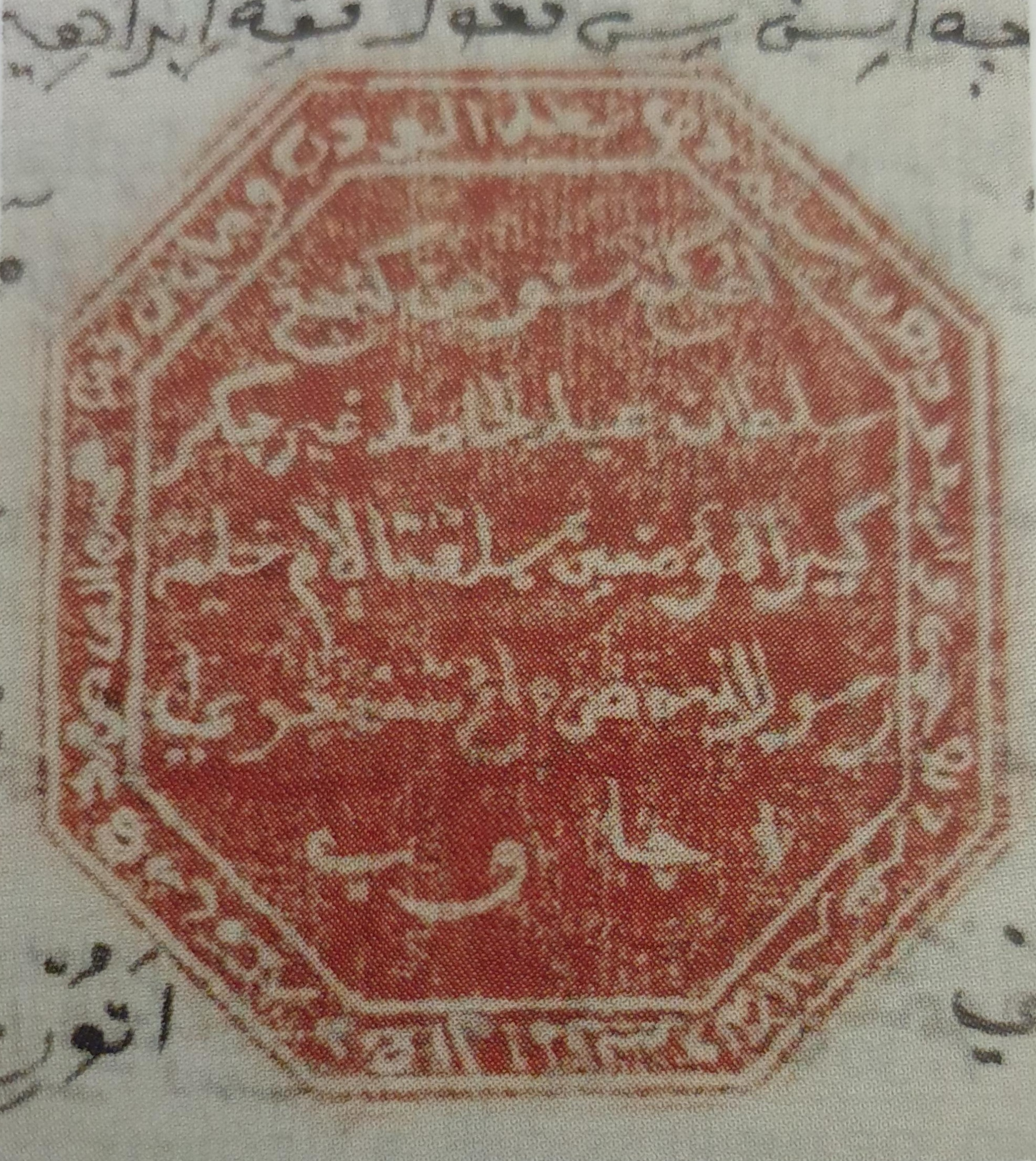
مهر سلطنتی شاهزاده دیپونگورو از جزیرهٔ جاوه ، به الفبای پگون